# Марденьга (река)
Марденьга — река в России, протекает в Вологодской области, в Великоустюгском районе. Устье реки находится в 24 км по левому берегу реки Сухона. Длина реки составляет 20 км.
Исток реки расположен в 19 км к северо-западу от Великого Устюга. Марденьга течёт по лесу на юг, затем — на восток. Крупнейший приток — Малиновка (левый). В нижнем течении на берегах реки нежилые деревни Фалево, Марденьга и Кропухино (левый берег); Рязаново и Мусино (правый берег).

## Данные водного реестра
По данным государственного водного реестра России относится к Двинско-Печорскому бассейновому округу, водохозяйственный участок реки — Северная Двина от начала реки до впадения реки Вычегда, без рек Юг и Сухона (от истока до Кубенского гидроузла), речной подбассейн реки — Сухона. Речной бассейн реки — Северная Двина.
По данным геоинформационной системы водохозяйственного районирования территории РФ, подготовленной Федеральным агентством водных ресурсов:
- Код водного объекта в государственном водном реестре — 03020100312103000009920
- Код по гидрологической изученности (ГИ) — 103000992
- Код бассейна — 03.02.01.003
- Номер тома по ГИ — 03
- Выпуск по ГИ — 0